# Xaban Suli
Xaban Suli fou emir d'Elbistan de la dinastia Dhul-Kadr, germà i successor de Ghars al-Din Khalil, aclamat per les tropes després de l'assassinat del seu germà pels egipcis.
Xaban va derrotar les forces egípcies a Göksün i es va aliar al rebel mameluc Mintash; va ajudar la revolta dels governadors sirians contra els mamelucs (1389) i quan Barkuk va recuperar el poder, va romandre lleial a Mintash però el 1391 es va haver de sotmetre. El 1395 Xaban Suli va oferir a Tamerlà de fer de guia pel seu exèrcit a Síria; en revenja el soldà egipci va enviar una expedició, i Suli es va escapar per molt poc de ser capturat.
El soldà egipci va assajar un altre cop fer-lo assassinar com havia fet amb el seu germà, el 1398. El seu fill Sadaka fou proclamat a Elbistan.